# Titulair bisdom Thucca Terebenthina
Thucca Terebenthina (Latijn: Dioecesis Thuccensis Terebenthina) is een titulair bisdom van de Rooms-Katholieke Kerk.
De titel verwijst naar het antieke bisdom met zetel in de gelijknamige stad in de Romeinse provincie Byzacena respectievelijk Africa proconsularis in het Sahel-gebied van Tunesië.
| Titulaire bisschoppen van Thucca Terebenthina |                                       | |                  |                   |
| nr.                                           | naam                                  | ambt | van              | tot               |
| 1                                             | André Lefèbvre S.J.                   | bisschop-emeritus van Kikwit (Democratische Republiek Congo)                                                                               | 29 november 1967 | 15 september 1976 |
| 2                                             | Pío Bello Ricardo S.J.                | hulpbisschop van Los Teques (Venezuela) | 23 mei 1977      | 31 januari 1981   |
| 3                                             | Luis Sáinz Hinojosa O.F.M.            | hulpbisschop van Cochabamba (Bolivië) | 8 mei 1982       | 24 februari 1987  |
| 4                                             | Gerardo Antonio Zerdín Bukovec O.F.M. | van 19 januari 2002 tot 11 maart 2003 apostolisch hulpbisschop van San Ramón; sinds 11 maart 2003 apostolisch vicaris van San Ramón (Peru) | 19 januari 2002  |                   |